# Hans Aron
Hans Aron (ur. 19 sierpnia 1881 w Berlinie, zm. 11 grudnia 1958 w Chicago) – niemiecki lekarz, pediatra i lekarz medycyny sportowej.
Studiował chemię w Monachium i Berlinie od 1899 do 1903 roku, następnie studiował medycynę w Berlinie od marca 1903 do 1908 roku. W latach 1905–1908 asystent w Instytucie Fizjologii Zwierząt w Berlinie. Od 1908 do 1912 roku na stypendium na Wydziale Fizjologii Filipińskiej Szkoły Medycznej przy Uniwersytecie w Manili. Od 1912 do 1918 we Wrocławiu, w uniwersyteckiej klinice pediatrycznej. W 1920 roku został profesorem nadzwyczajnym. Między 1919 a 1930 rokiem założył kierowany później przez siebie oddział pediatryczny Szpitala Żydowskiego we Wrocławiu. Pod koniec 1938 roku razem z żoną emigrował najpierw do Anglii, a potem do USA.

## Wybrane prace
- Hans Aron, Franz Müller.  Über die Lichtabsorption des Blutfarbstoffes: Erwiderung an R. v. Zeynek. Zeitschrift für Physiologische Chemie 50: 443-444 (1906/1907)